# Marin de l'année (ISAF)
Ne doit pas être confondu avec le marin de l'année désigné par la Fédération française de voile

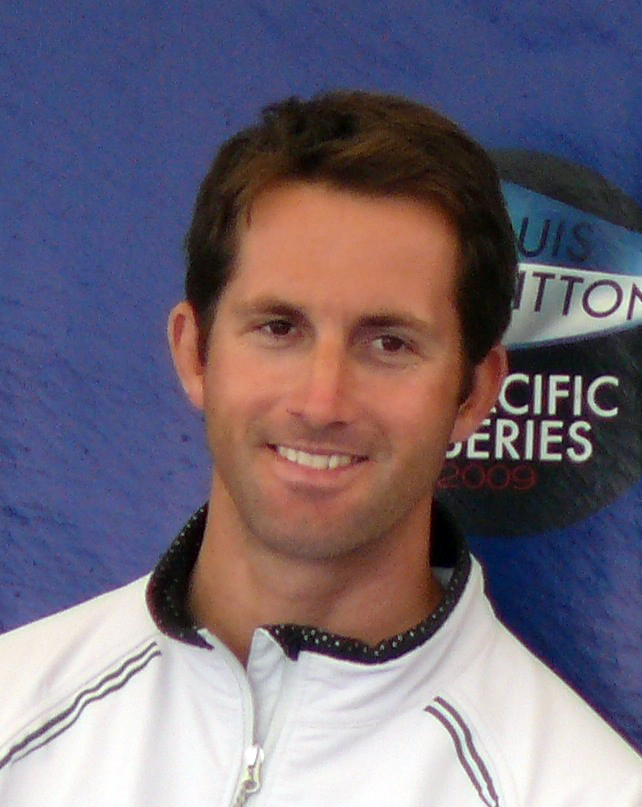
Ben Ainslie - Louis Vuitton Pacific Series 2009 Conférence de presse finale Auckland, Nouvelle-Zélande

Le Marin de l'année de l'ISAF (ISAF World Sailor of the Year Awards) est une distinction accordée depuis 1994 par la Fédération mondiale de voile (International Sailing Federation ou ISAF). Ce prix récompense un marin pour ses réalisations exceptionnelles dans le monde de la voile. 

## Liste des primés
Les données suivantes proviennent du site officiel.
| Année | Hommes                          | Femmes                          |
| ----- | ------------------------------- | ------------------------------- |
| 1994  | Peter Blake Robin Knox-Johnston | Theresa Zabell                  |
| 1995  | Russell Coutts                  | Isabelle Autissier              |
| 1996  | Jochen Schümann                 | Lee Lai Shan                    |
| 1997  | Pete Goss                       | Ruslana Taran Olena Pakholchyk  |
| 1998  | Ben Ainslie                     | Carolijn Brouwer                |
| 1999  | Mateusz Kusznierewicz           | Margriet Matthijsse             |
| 2000  | Mark Reynolds Magnus Liljedahl  | Shirley Robertson               |
| 2001  | Robert Scheidt                  | Ellen MacArthur                 |
| 2002  | Ben Ainslie                     | Sofía Bekatórou Emilía Tsoúlfa  |
| 2003  | Russell Coutts                  | Siren Sundby                    |
| 2004  | Robert Scheidt                  | Sofía Bekatórou Emilía Tsoúlfa  |
| 2005  | Fernando Echávarri Antón Paz    | Ellen MacArthur                 |
| 2006  | Mike Sanderson                  | Paige Railey                    |
| 2007  | Ed Baird                        | Claire Leroy                    |
| 2008  | Ben Ainslie                     | Alessandra Sensini              |
| 2009  | Torben Grael                    | Anna Tunnicliffe                |
| 2010  | Tom Slingsby                    | Blanca Manchón                  |
| 2011  | Iker Martínez Xabier Fernández  | Anna Tunnicliffe                |
| 2012  | Ben Ainslie                     | Lijia Xu                        |
| 2013  | Mathew Belcher                  | Jo Aleh Polly Powrie            |
| 2014  | James Spithill                  | Martine Grael Kahena Kunze      |
| 2015  | Peter Burling Blair Tuke        | Sarah Ayton                     |
| 2016  | Santiago Lange                  | Hannah Mills Saskia Clark       |
| 2017  | Peter Burling                   | Marit Bouwmeester               |
| 2018  | Pávlos Kontídis                 | Marie Riou Carolijn Brouwer     |
| 2019  | Marco Gradoni                   | Anne-Marie Rindom               |
| 2020  | pas de cérémonie                |                                 |
| 2021  | Tom Slingsby                    | Hannah Mills et Eilidh McIntyre |
| 2022  | Ruggero Tita                    | Caterina Banti                  |
| 2023  | Tom Slingsby                    | Kirsten Neuschäfer              |
| 2024  | Diego Botín et Florián Trittel  | Marit Bouwmeester               |